# Рікарду Роша
Рікарду Роша (порт. Ricardo Sérgio Rocha Azevedo, нар. 3 жовтня 1978, Санту-Тірсу) — португальський футболіст, що грав на позиції захисника.
Виступав, зокрема, за клуб «Бенфіка», а також національну збірну Португалії.
Володар Кубка англійської ліги.

## Клубна кар'єра
У дорослому футболі дебютував 1998 року виступами за команду «Фамалікан», у якій провів один сезон, взявши участь у 28 матчах чемпіонату. 
Згодом з 1999 по 2000 рік грав у складі команд «Брага Б» та «Брага».
Своєю грою за останню команду привернув увагу представників тренерського штабу клубу «Бенфіка», до складу якого приєднався 2002 року. Відіграв за лісабонський клуб наступні п'ять сезонів своєї ігрової кар'єри. Більшість часу, проведеного у складі «Бенфіки», був основним гравцем захисту команди.
Протягом 2007—2010 років захищав кольори клубів «Тоттенгем Готспур» та «Стандард» (Льєж).
Завершив ігрову кар'єру у команді «Портсмут», за яку виступав протягом 2010—2013 років.

## Виступи за збірну
У 2002 році дебютував в офіційних матчах у складі національної збірної Португалії.
Загалом протягом кар'єри в національній команді, яка тривала 5 років, провів у її формі 6 матчів.
| Дата       | Місто              | Господарі  | Результат | Гості       | Турнір            | Голи | Примітки |
| ---------- | ------------------ | ---------- | --------- | ----------- | ----------------- | ---- | -------- |
| 20-11-2002 | Брага (Португалія) | Португалія | 2 – 0     | Шотландія   | товариський матч  | -    |          |
| 12-2-2003  | Генуя              | Італія     | 1 – 0     | Португалія  | товариський матч  | -    | 2' 46'   |
| 1-9-2006   | Бреннбю            | Данія      | 4 – 2     | Португалія  | товариський матч  | -    | 71'      |
| 6-9-2006   | Гельсінкі          | Фінляндія  | 1 – 1     | Португалія  | Відбір до ЧЄ 2008 | -    | 57'      |
| 7-10-2006  | Порту              | Португалія | 3 – 0     | Азербайджан | Відбір до ЧЄ 2008 | -    | 53'      |
| 11-10-2006 | Краків             | Польща     | 2 – 1     | Португалія  | Відбір до ЧЄ 2008 | -    | 62'      |
| Усього     |                    | Матчів     | 6         |             | Голів             | 0    |          |

## Титули і досягнення
- Володар Кубка англійської ліги (1):

«Тоттенгем Готспур»: 2007-2008